# Daniel von Ritter zu Grünstein

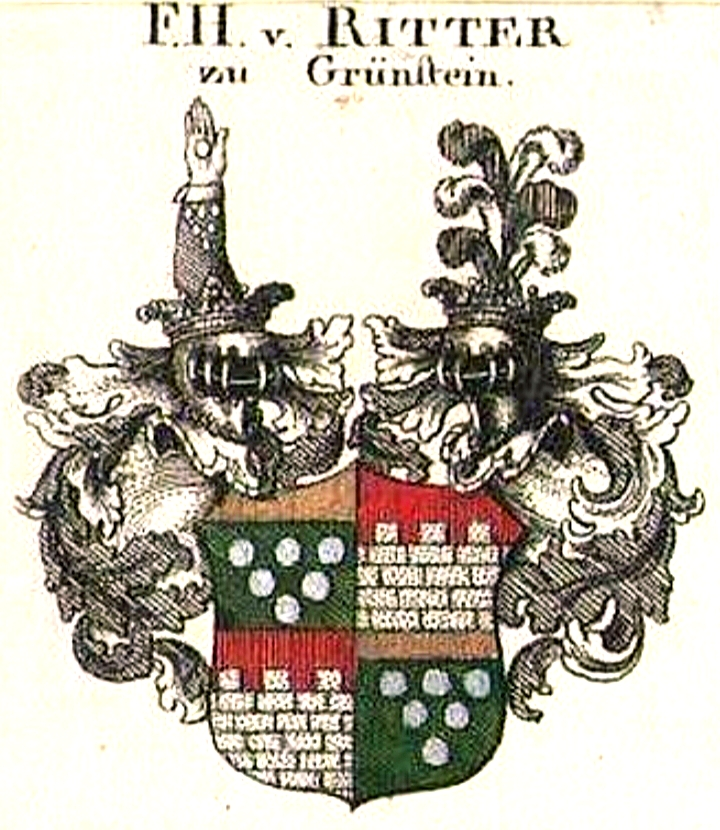
Wappen der Ritter von Grünstein

Johann Heinrich Daniel Freiherr von Ritter zu Grünstein, auch von Ritter zu Groenesteyn (* 30. Januar 1646 in Kiedrich; † 9. März 1710 in Wetzlar)
war Vizedominus in Erfurt, Mainzischer Hofgerichtsrat und Präsident des Reichskammergerichts.

## Leben

### Herkunft und Familie
Daniel von Ritter zu Grünstein entstammte der Ritterfamilie de Ridder van Groenesteyn, die Mitte des 13. Jahrhunderts im Hochstift Utrecht urkundlich erwähnt wird. Sein Vater war Stefan von Ritter zu Groenesteyn (1607–1657, Kapitän der Leibgarde des Mainzer Kurfürsten). Seine Mutter war die Erbtochter Anna Ursula Freiin von Schwalbach (1612–1649), die zahlreiche Besitztümer in Kurmainz in die Ehe brachte und damit zum Reichtum der Gronesteyns beitrug.
Sein Bruder Caspar Wilhelm (1643–1729) war Hofgerichtspräsident in Mainz.
1674 heiratete Daniel in Mainz Maria Wilhelmine Elisabeth Freiin von Warsberg († 1711, Tochter des Geheimrats und Oberamtmanns Johann Philipp Freiherr von Warsberg und der Maria Margaretha von Metternich).
Die Ehe brachte die Kinder Maria Ursula Franziska Juliana (1676–1737, Stiftsdame in Bedburg und Schwarzrheindorf), Damian (1667–1742, Hofgerichtspräsident),  Anna Katharina Margaretha Franziska (* 1679, Stiftsdame in Vilich),  Maria Anna Elisabeth (* 1682; † 1706), Anna Ernestine Elisabeth (* 1683, ⚭ 1729 Franz Christoph Anton Freiherr von Murach, Kurmainzer Kämmerer und Oberamtmann in Krautheim) und Maria Charlotte (1701–1746) hervor.

### Wirken
Johann absolvierte ein Studium der Rechtswissenschaften und wurde  am 23. Januar 1670 Beisitzer am Reichskammergericht und am 18. September des Jahres dessen Präsident. In Kurmainz wurde er 1672 Hof- und Regierungsrat
und zwei Jahre später in Erfurt Vizedominus. Damit war er  Vertreter des Landesherrn und für richterliche und militärische Angelegenheiten zuständig.
1676 hatte er als Oberamtmann von Amöneburg, Naumburg und Fritzlar für einen gesetzmäßigen Gang der Verwaltung zu sorgen und war seinen Vorgesetzten dafür persönlich verantwortlich.
In den Jahren von 1680 bis 1710 war er als Assessor beim Reichskammergericht der Vertreter Kurkölns.